# Bridge Between Continents
Bridge Between Continents (także most Miðlína) – most pieszy przez szczeliną ryftową w rejonie Sandvík na Półwyspie Reykjanes na Islandii o długości 15 m.
Most wśród pól lawowych przy drodze nr 425 w rejonie Sandvík i ok. 7 km na południe od Hafnir na Półwyspie Reykjanes wybudowany został nad pokrytą piaskiem szczeliną ryftową pomiędzy płytami tektonicznymi północnoamerykańską i europejską, które odsuwa od siebie Grzbiet Śródatlantycki. W efekcie dryfu kontynentalnego powstała szczelina ma kilkanaście metrów szerokości i wciąż się poszerza z prędkością 2,5 cm rocznie. Islandia jest jedynym miejsce, gdzie zjawisko to ma miejsce na powierzchni ziemi. Konstrukcję wzniesiono jako symbol połączenia między Europą i Ameryką.
Ze względu na swoje specyficzne położenie most stanowi miejscową atrakcję turystyczną, na obu końcach umieszczono dwie tablice z napisami Witajcie w Ameryce i Witajcie w Europie, a pośrodku ustawiono tablicę z napisem Most między kontynentami i zaznaczono linię graniczną na powierzchni mostu. W centrum informacji turystycznej Reykjanes i centrum informacyjnym Parku Geologicznego Reykjanes turyści przechodzący przez most mogą otrzymać certyfikat Parku Geologicznego Reykjanes, potwierdzający przejście między kontynentami. Dostępna dla turystów jest również możliwość przejścia pod mostem.
Początkowo most nazwano imieniem Leifa Ericsona (Leifa Szczęściarza), który jako pierwszy Islandczyk dotarł do Ameryki, później zaczęto powszechnie nazywać go łączącym Amerykę Północna i Europę i ostatecznie wprowadzono obecną nazwę, jest również określany jako most Miðlína.